# WWE Network
Il WWE Network è un servizio di video streaming di proprietà della WWE.
È stato lanciato negli Stati Uniti d'America il 24 febbraio 2014 e in Italia il 13 gennaio 2015; a partire dal 4 aprile 2021, non è più disponibile in Nord America in quanto sostituito dalla piattaforma Peacock.

## Storia
Nel settembre 2011 la WWE annunciò il lancio della piattaforma. Nei mesi successivi, fece un sondaggio chiedendo se la gente avrebbe pagato il WWE Network nel caso fosse un canale a pagamento. Ha inoltre intervistato i fan su cosa ne pensavano del WWE Network e la maggioranza, scelse il mandare in onda eventi in pay-per-view per gli abbonati. La WWE rivelò inoltre che avrebbe mandato in onda le vecchi puntate di Raw e SmackDown, oltre che filmati della World Championship Wrestling, Extreme Championship Wrestling, National Wrestling Alliance e American Wrestling Association.
Il 17 ottobre 2011 fu rivelato – in un sondaggio online da – che WrestleMania Rewind sarebbe stato il primo show a far parte della piattaforma. La data originaria del lancio fu decisa per il 1º aprile 2012, che di fatto avrebbe coinciso con WrestleMania XXVIII, ma fu posticipato a data da destinarsi.
L'8 gennaio 2014 fu annunciato che il WWE Network sarebbe stato lanciato a partire dal 24 febbraio 2014 negli Stati Uniti tramite l'applicazione ufficiale della WWE, Roku, Android, iOS, Kindle Fire, Xbox 360, PlayStation 3, PlayStation 4 e Xbox One. Il 31 gennaio 2014 WWE Classics on Demand fu chiuso per fare spazio al WWE Network. Vince McMahon annunciò che, a partire da WrestleMania XXX, tutti i pay-per-view sarebbero stati inclusi nel WWE Network senza alcun costo aggiuntivo. Durante la puntata di Raw del 6 giugno 2015 fu annunciato che il WWE Network sarebbe stato disponibile nel Regno Unito, in Italia (che avrebbe mantenuto l'accodo con Sky) e in Francia a partire dal 7 giugno 2015 su tutti i dispositivi sopracitati, a esclusione di PlayStation 3 e PlayStation 4, che sono state abilitate a trasmettere il WWE Network pochi giorni prima della messa in onda di SummerSlam nell'agosto 2015.

## Programmazione
- Pay-per-view mensili
- show settimanali di NXT Level Up
- show settimanali di NXT UK
- show settimanali di Main Event
- vecchie puntate di Raw
- vecchie puntate di SmackDown
- Beyond the Ring
- Breaking News
- Chronicle
- Collections Spotlight
- First Look
- Marquee Matches
- Music Power 10
- Original Specials
- Photo Shoot
- Ride Along
- Story Time
- Superstar Picks
- Table for 3
- This Week in WWE
- Untold
- Watch Along
- WWE 24
- WWE 365